# Fully
Fully és un municipi del cantó suís del Valais, al districte de Martigny. Cap dels pobles del municipi porta el nom de Fully, sinó que és el conjunt i el nom del municipi.